# Lewan Abramischwili
Lewan Abramischwili (georgisch ლევან აბრამიშვილი; russisch Леван Абрамишвили; Transkription: Levan Abramishvili; * 27. Juli 1970 in Bakuriani, Georgische SSR) ist ein georgischer Skirennläufer. Er startete hauptsächlich in den technischen Disziplinen Riesenslalom und Slalom.

## Karriere
Abramischwili trat bei den Olympischen Winterspielen 1994 in Lillehammer erstmals bei einem internationalen Rennen an, wobei er im ersten Durchgang des Slaloms ausschied. In den darauffolgenden Jahren trat er hauptsächlich bei FIS-Rennen sowie einigen Nationalen Meisterschaften an. 1996 startete er erstmals bei einer Alpinen Skiweltmeisterschaft. Bei den Wettkämpfen in der Sierra Nevada schied er sowohl im Riesenslalom als auch im Slalom aus. Einen Monat später, am 20. März 1996, gewann Abramischwili in Griechenland sein einziges FIS-Rennen.
Sein letztes internationales Rennen bestritt Abramischwili bei den Alpinen Skiweltmeisterschaften 1999 in Vail/Beaver Creek. Dort schied er jedoch bereits im ersten Durchgang des Slaloms aus.

## Erfolge

### Olympische Winterspiele
- Lillehammer 1994: DNF Slalom
- Nagano 1998: DNF Slalom

### Weltmeisterschaften
- Sierra Nevada 1996: DNF Riesenslalom, DNF Slalom
- Sestriere 1997: 33. Slalom, 44. Riesenslalom
- Vail/Beaver Creek 1999: DNF Slalom

### Weitere Erfolge
- 4 Podestplätze bei FIS-Rennen, davon ein Sieg